# Хиршхорн, Томас
Томас Хиршхорн (Thomas Hirschhorn; род. 16 мая 1957 в Берне, живёт и работает в Париже, Франция) — современный художник, работает в жанре инсталляции.

## Образование
- 1978—1983 Schule für Gestaltung, Цюрих

## Творчество
В 1980-х Томас Хиршхорн работал в Париже как художник-график. Некоторое время входил в группу Grapus. Эти художники высказывались по поводу политики и культуры, выставляя работы на улицах, используя преимущественно язык рекламы. Хиршхорн оставил Grapus, чтобы создавать большие насыщенные инсталляции, благодаря которым он известен сегодня. Используя такие материалы как картон, полистрол, клейкая лента, куклы, фотографии, вырезки, предметы, Хиршхорн создает объекты и образы, напоминающие одновременно фильм ужасов, репортаж и рекламу. Художника интересуют противоречия, особенно в системе искусства и политики. В творчестве Хиршхорна чувствуется влияние «социальных скульптур» Бойса и разрастающихся коллажей Анны Опперманн. Инсталляции художника часто покидают стены галерей и выходят на улицу. Получил Премию Марселя Дюшана в 2000 и Премию Йозефа Бойса в 2004. Его работы находятся в коллекциях Музея современного искусства, Walker Art Center, галерее Тейт.

## Персональные выставки
- 2009 — «Universal Gym», Gladstone Gallery, Нью-Йорк
- 2008 — «Ur-Collage» Galerie Susanna Kulli, Цюрих
- 2008 — «The Eye» Secession, Вена, Австрия
- 2008 — «Poor Tuning» Kurimanzutto, Мехико
- 2008 — «Stand-alone» Museo Tamayo, Мехико
- 2007 — «Томас Хиршхорн» Musée d´art contemporain de Montréal, Montreal, QC
- 2007 — Arndt & Partner — Berlin + Zurich Thomas Hirschhorn — Stand-alone — Arndt & Partner — Berlin + Zurich, Берлин
- 2007 — «Томас Хиршхорн» Stephen Friedman Gallery, Лондон
- 2007 — «Томас Хиршхорн» Galerie Chantal Crousel, Париж
- 2006 — Thomas Hirschhorn — Le Creux de l´enfer — centre d´art contemporain, Thiers
- 2006 — Thomas Hirschhorn — The green coffin — Alfonso Artiaco, Naples
- 2006 — «Томас Хиршхорн» Kestner Gesellschaft Hannover, Ганновер
- 2006 — Thomas Hirschhorn — Utopia, Utopia = One World, One War, One Army, One Dress — CCA Wattis Institute for Contemporary Arts, Сан Франциско
- 2006 — «Томас Хиршхорн» Gladstone Gallery — New York — 24th Street, Нью-Йорк
- 2005 — Thomas Hirschhorn — Anschool II — Museu Serralves — Museu de Arte Contemporânea, Porto
- 2005 — Thomas Hirschhorn — Utopia, Utopia = One World, One War, One Army, One Dress — ICA Boston, Бостон
- 2005 — «Томас Хиршхорн» Bonnefanten Museum, Maastricht
- 2005 — Thomas Hirschhorn — Doppelgarage, North Pole, South Pole, Not in My Name — Pinakothek der Moderne, Мюнхен
- 2004 — «Томас Хиршхорн» Stephen Friedman Gallery, Лондон
- 2003 — «Томас Хиршхорн» Galerie Chantal Crousel, Париж
- 2003 — Double garage — Schirn Kunsthalle, Франкфурт
- 2003 — Thomas Hirschhorn — Piano B — Alfonso Artiaco, Naples
- 2002 — Arndt & Partner — Berlin + Zurich Thomas Hirschhorn — Doppelgarage — Arndt & Partner — Berlin + Zurich, Берлин
- 2001 — Thomas Hirschhorn — Wirtschaftslandschaft Davos — Kunsthaus Zürich, Цюрих
- 2001 — Thomas Hirschhorn — Stephen Friedman Gallery, Лондон
- 2001 — Thomas Hirschhorn — Arqueología del compromiso — Museu d´Art Contemporani de Barcelona — MACBA, Барселона
- 2001 — «POLE-SELF» de Thomas Hirschhorn — Centre Pompidou — Musée National d´Art Moderne, Париж
- 2000 — Thomas Hirschhorn — World Airport — The Renaissance Society at The University of Chicago, Чикаго
- 1999 — Sculpture direct — Thomas Hirschorn — Galerie Chantal Crousel, Париж
- 1999 — Arndt & Partner — Berlin + Zurich Thomas Hirschhorn — Das Bernsteinzimmer — Arndt & Partner — Berlin + Zurich, Берлин
- 1998 — Thomas Hirschhorn — World Corners — Chisenhale Gallery, Лондон
- 1998 — Thomas Hirschhorn — Portikus, Frankfurt/Main
- 1998 — «Томас Хиршхорн», Музей Людвига, Кёльн
- 1998 — Arndt & Partner — Berlin + Zurich Thomas Hirschhorn — Flipper mit roten Tränen — Arndt & Partner — Berlin + Zurich, Берлин
- 1996 — Thomas Hirschhorn — Ruheraum mit Tränen, Abtropfmaschine — Galerie Susanna Kulli, Цюрих
- 1996 — W.V.E. World Understandig-Engine — Sala Rekalde, Бильбао
- 1996 — Arndt & Partner — Berlin + Zurich Thomas Hirschhorn — Virus Ausstellung — Arndt & Partner — Berlin + Zurich, Берлин
- 1995 — Tres Grand Buffet — Fri-Art — Centre d’Art Contemporain, Fribourg
- 1993 — Thomas Hirschhorn — Lay-out`s — Galerie Susanna Kulli, Цюрих

## Работы
- "Universal Gym, ", 2009, тотальная инсталляция
- «Das Auge (Linda-may)», 2008
- «Uncomfortable Truths», 2007
- «Collateral Thinking», 2007
- «Substitution 2 (The Unforgettable)», 2007, тотальная инсталляция
- «Substitution 2 (Moment of Truth)», 2007, тотальная инсталляция
- «The Map of Friendship between Art and Philosophy», 2007
- «Arche (Be Outraged!)», 2006
- «Unfinished Walls», 2004, инсталляция
- «Wood-Chain VII (Great Wall of China)», 2004
- «Nail & Wire (A New Time)», 2004
- «Hotel Democracy» (недоступная ссылка), 2003, инсталляция
- «Laundrette», 2001
- «U-Lounge», 2000, тотальная инсталляция
- «Jumbo Spoons and Big Cake» (недоступная ссылка), 2000
- «Europa», 1999, настенная скульптура
- «World-Airport», 1999, тотальная инсталляция, выставлялась на Венецианской Биеннале в 1999 г.